# Mianzhu
Mianzhu léase Mián-Zhu (en chino tradicional, 綿竹市; en chino simplificado, 绵竹市; pinyin, Miánzhú shì; transcripción antigua, Mienchu) es un municipio  bajo la administración directa de la ciudad-prefectura de Deyang. Se ubica en la provincia de Sichuan, centro-sur de la República Popular China. Su área es de 1245 km² y su población total para 2010 fue más de 400 mil habitantes.

## Administración
El municipio de Mianzhu se divide en 21 pueblos que se administran en 19 poblados y 2 villas.